# Edward Pearce, Baron Pearce
Edward Holroyd Pearce, Baron Pearce PC (* 9. Februar 1901 in Sidcup, Kent; † 26. November 1990) war ein britischer Jurist, der zuletzt als Lord of Appeal in Ordinary aufgrund des Appellate Jurisdiction Act 1876 als Life Peer auch Mitglied des House of Lords war.

## Leben
Nach dem Besuch der Charterhouse School absolvierte Pearce ein Studium der Rechtswissenschaften am Corpus Christi College der University of Oxford und erhielt nach dessen Abschluss 1925 seine anwaltliche Zulassung bei der Rechtsanwaltskammer (Inns of Court) von Middle Temple. Im Anschluss nahm er eine Tätigkeit als Barrister auf, ehe er 1947 stellvertretender Vorsitzender des Vierteljahrgerichts (Court of Quarter Sessions) von East Sussex wurde.
1948 wurde Pearce Richter an dem für England und Wales zuständigen High Court of Justice und bekleidete dieses Richteramt bis 1957. Zugleich wurde er 1948 zum Knight Bachelor geschlagen und führte seither den Namenszusatz „Sir“. Darüber hinaus erfolgte 1948 seine Ernennung zum sogenannten „Bencher“ der Anwaltskammer von Lincoln’s Inn.
Nach Beendigung der Richtertätigkeit am High Court of Justice erfolgte 1957 seine Berufung zum Richter (Lord Justice of Appeal) am Court of Appeal berufen, dem für England und Wales zuständigen Appellationsgericht. Damit verbunden war auch seine Ernennung zum Privy Councillor.
Pearce wurde durch ein Letters Patent vom 19. April 1962 aufgrund des Appellate Jurisdiction Act 1876 als Life Peer mit dem Titel Baron Pearce, of Sweethaws in the County of Sussex, zum Mitglied des House of Lords in den Adelsstand berufen und wirkte bis zu seinem Eintritt in den Ruhestand am 2. Juni 1969 als Lordrichter (Lord of Appeal in Ordinary).
Im Anschluss folgte er 1969 Patrick Devlin, Baron Devlin als Vorsitzender des Presserates (Press Council) und übte dieses Amt bis zu seiner Ablösung durch Hartley Shawcross im Jahr 1974 aus. Darüber hinaus fungierte er zwischen 1974 und 1976 als Vorsitzender des sogenannten Appeals Committee of the Takeover Panel, einem Berufungsausschuss bei Übernahmen und Fusionen.